# Jennersdorf (kotar)
Kotar Jennersdorf (mađ. Nezsideri járás) je jedna od sedam administrativnih jedinica u austrijskoj saveznoj državi Gradišće, Kotar Janneerdorf je najjužniji gradišćanski kotar na granici sa Slovenijom i Mađarskom. Sjedište kotara je grad Jennersdorf koja ima 4.197 stanovnika, dok cijeli kotar ima 17.573 stanovnika. 

## Administrativna podjela
Kotar Jennersdorf se dijeli na 12 administrativnih jedinica, od kojih su grad,  7 tržišnih gradova i 4 općina.
| Administrativa podjela kotara Jennersdorf | Administrativa podjela kotara Jennersdorf | Administrativa podjela kotara Jennersdorf | Administrativa podjela kotara Jennersdorf |
| Njemački naziv                            | Hrvatski naziv                            | Mađarski naziv                            | Broj stanovnika 31.10.2011                |
| Grad                                      | Grad                                      | Grad                                      | Grad                                      |
| ----------------------------------------- | ----------------------------------------- | ----------------------------------------- | ----------------------------------------- |
| Jennersdorf                               |                                           | Gyanafalva                                | 4.197                                     |
| Tržišni grad                              |                                           |                                           |                                           |
| Deutsch Kaltenbrunn                       |                                           | Némethidegkút                             | 1.766                                     |
| Heiligenkreuz im Lafnitztal               |                                           | Rábakeresztúr                             | 1.284                                     |
| Minihof-Liebau                            |                                           | Liba                                      | 1.122                                     |
| Mogersdorf                                |                                           | Nagyfalva                                 | 1.180                                     |
| Neuhaus am Klausenbach                    |                                           | Vasdobra                                  | 946                                       |
| Rudersdorf                                |                                           | Radafalva                                 | 2.175                                     |
| Sankt Martin an der Raab                  | Sveti Martin                              | Rábaszentmárton                           | 2.065                                     |
| Općina                                    |                                           |                                           |                                           |
| Eltendorf                                 |                                           | Ókörtvélyes                               | 967                                       |
| Königsdorf                                |                                           | Királyfalva                               | 727                                       |
| Mühlgraben                                |                                           | Malomgödör                                | 420                                       |
| Weichselbaum                              |                                           | Badafalva                                 | 724                                       |

## Vanjske poveznice
- Savezna Država Gradišće Kotar Jennersdorf[neaktivna poveznica]